# Lamporecchio
Lamporecchio es una localidad italiana de la provincia de Pistoia, región de Toscana, con 7.491 habitantes.

Ubicación de la ciudad de Lamporecchio dentro de la provincia de Pistoia.

## Evolución demográfica
| Gráfica de evolución demográfica de Lamporecchio entre 1861 y 2001 |
|                                                                    |
| Fuente ISTAT - Elaboración gráfica por parte de Wikipedia          |